# Хто я? (фільм, 2010)
У Вікіпедії є статті про інші фільми з назвою Хто я?
«Хто я?»   - російський повнометражний художній фільм 2010 року. Робочою назвою фільму була «1000 кілометрів від мого життя».

## Історія створення
Поштовхом до створення фільму стала стаття «Хто я?» у газеті «Слава Севастополя» від 5 березня 2004 року. У статті розповідалось про молодого чоловіка, якого знайшли на вокзалі та він не пам'ятав, хто він. Цю статтю режисер фільму Клім Шипенко прочитав, будучи студентом у США, та перейнявся ідеєю розвинути цей сюжет на сценарій фільму. 

## Сюжет
Раннім осіннім дощовим ранком на пероні залізничного вокзалу Севастополя поряд з потягом «Москва - Севастополь» міліція знаходить молодого чоловіка (Олександр Яценко). Жодних документів при ньому не виявлено. І він втратив пам'ять. Майже одночасно в одному з двориків міста виявляють труп чоловіка. При мертвому немає документів, встановити його особистість не вдається.
Затриманого молодого чоловіка, який втратив пам'ять, відвозять до відділення міліції. При ньому виявляється велика сума грошей. Слідчий Сергій Шумов (Анатолій Білий) викликає психіатра доктора Трофімова (Сергій Газаров), який повинен встановити причини втрати пам'яті. В ході опиту затриманого виявляється, що він пам'ятає багато фактів: історичні дати, пісні групи "СерьГа", але не може назвати свого імені, розказати, звідки він і чи є в нього родичі. Психіатр визначає стан чоловіка як дисоціативна амнезія, при який забуваються факти з особистого життя, але зберігається пам'ять на зовнішні події. Шумов звертається за допомогою у місцеву газету, щоби там опублікували оголошення по розшуку. У відділення приходить журналістка Оксана (Вікторія Толстоганова), вона фотографує затриманого та просить залишитися при допиті.
Паралельно з дією у відділені міліції ретроспективно подаються епізоди з попередніх подій: знайомство героя на пляжі в Гурзуфі, де він працював доглядачем за пляжним інвентарем, з дівчиною. Поїздка до неї в Севастополь та побачення, що не відбулося. Безкольорові епізоди допитів чергуються з буйством кольорів у сценах приморських прогулянок героя з неочікуваної знайомою Анной (Жанна Фріске), заїжджею зіркою, актрисою. 
Оголошення допомагає - парня впізнають та відпускають для лікування у рідне місто. Але трохи пізніше випливають факти про паралельне вбивство з ревнощі та викрадені гроші.

## У ролях
- Олександр Яценко — Паша Матвєєв
- Жанна Фріске — Аня
- Анатолій Білий — Сергій Шумов, слідчий
- Сергій Газаров — Петро Андрійович Трофімов, психіатр
- Віктория Толстоганова — Оксана, журналістка

## Зйомки
Основні зйомки проходили у Севастополі. У зйомках брали участь жителі міста - таким чином, що створювалось відчуття, що все відбувається по-справжньому. Всі сцени в міліції знімалися у відділені Нахімовського РВВС Севастополя.